# Куксіґерд
Куксіґерд (перс. كوك سيگرد) — село в Ірані, у дегестані Рудбар, у Центральному бахші, шагрестані Тафреш остану Марказі. За даними перепису 2006 року, його населення становило 93 особи, що проживали у складі 21 сім'ї.